# مقبرة كيف هل
مقبرة كيف هيل أو كهف هيل هي مقبرة في أكبر مدن ولاية كنتاكي الأمريكية لويفيل (كنتاكي) تبلغ مساحة هذه المقبرة حوالي 296 دونم (1.20كم²) ودفن فيها الملاكم الشهير محمد علي تم بنائها في عام 1913_1848 ودخلت في السجل الوطني التابع للولايات المتحده لأماكن التاريخية السجل الوطني التابع للولايات المتحده لأماكن التاريخية

## معرض صور

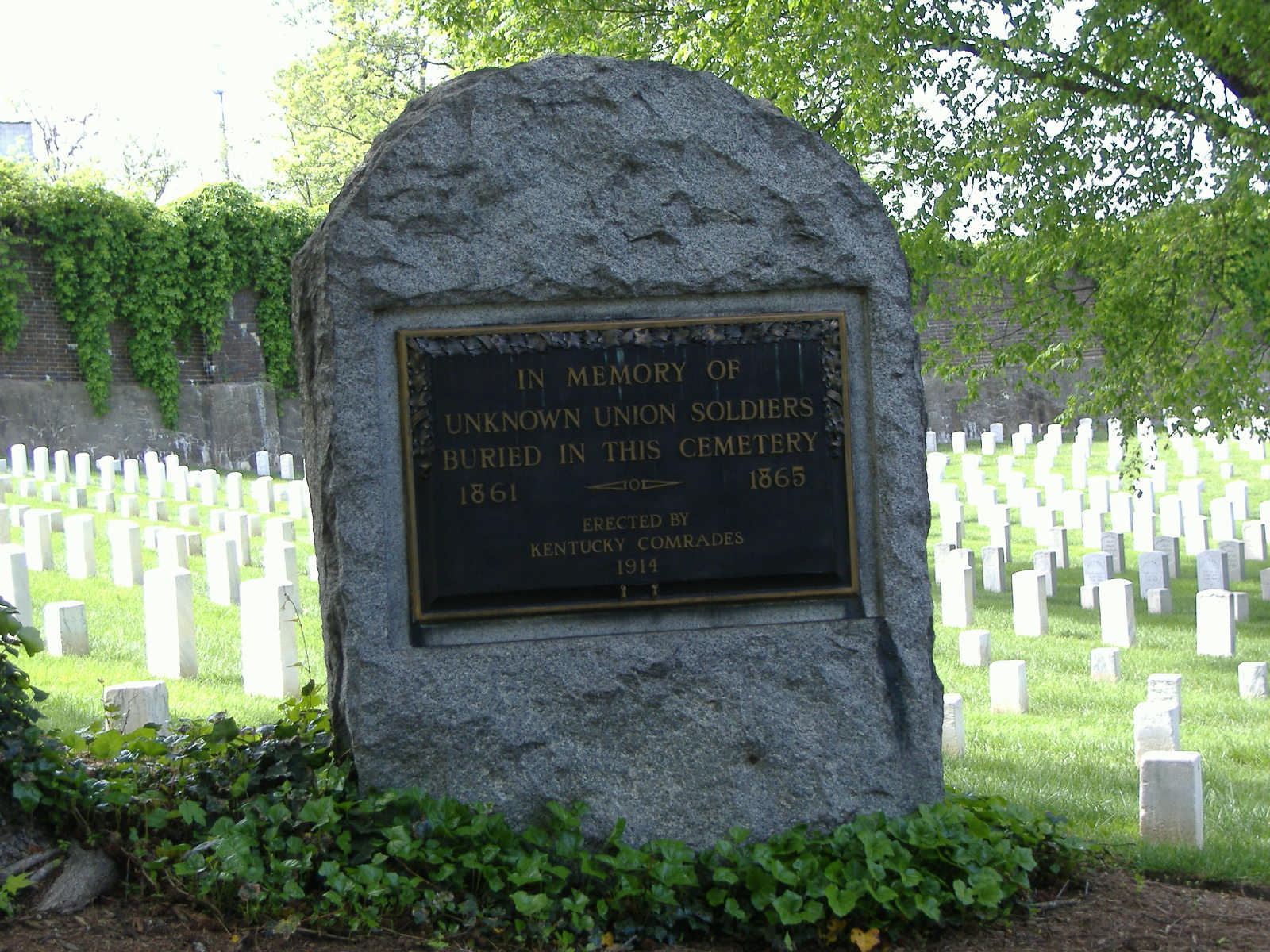
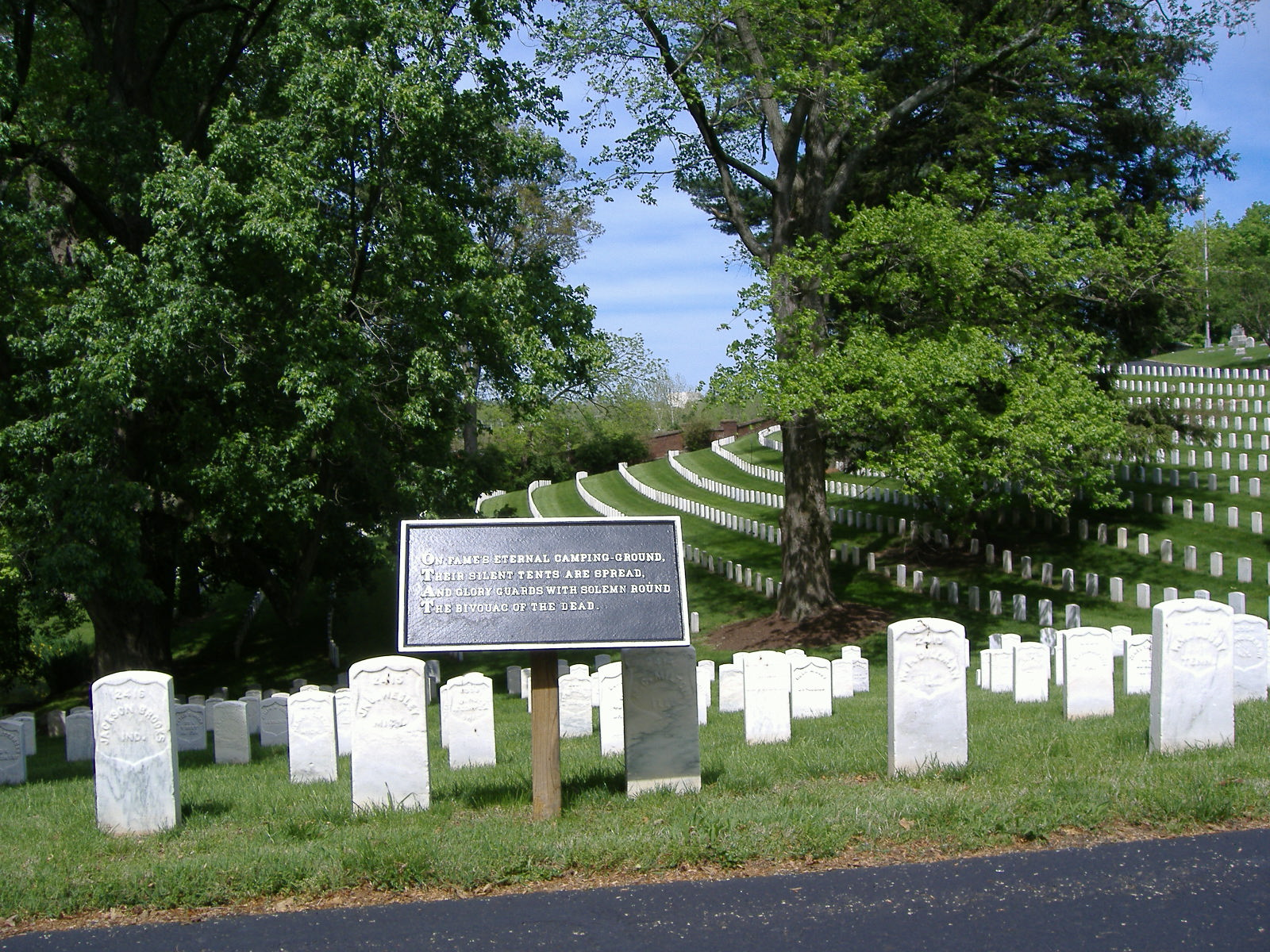
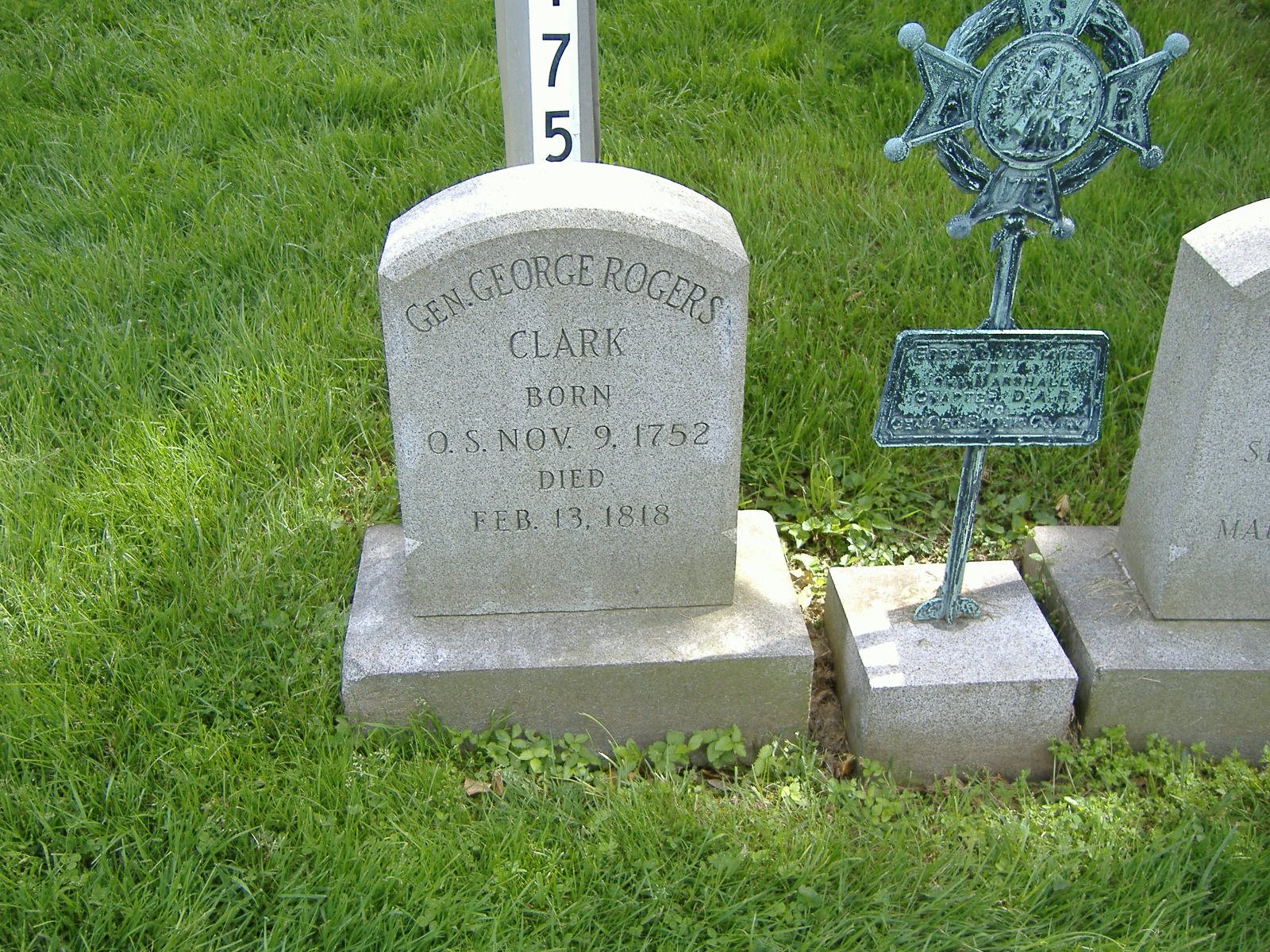
قبر جورج روجرز كلارك
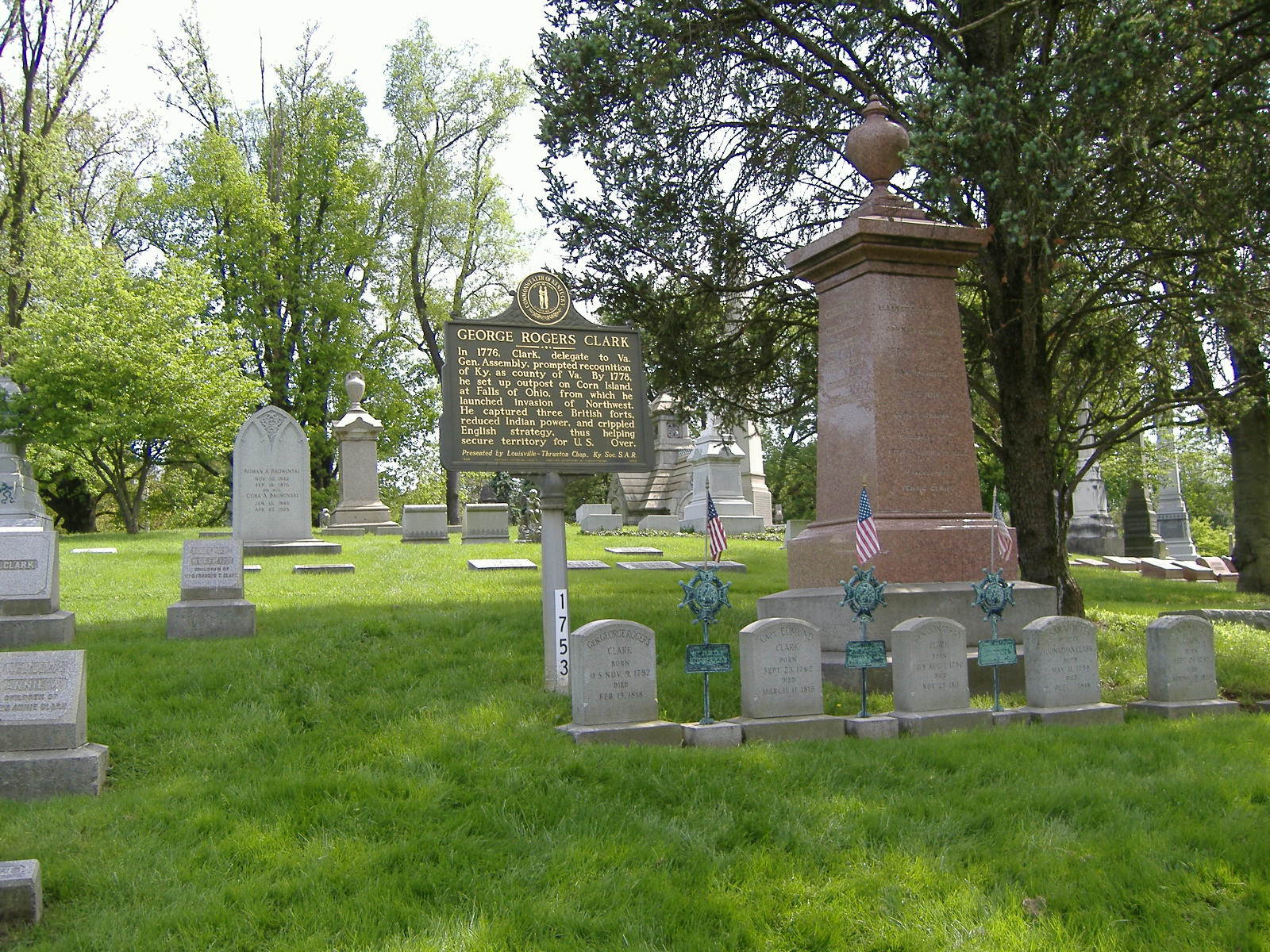
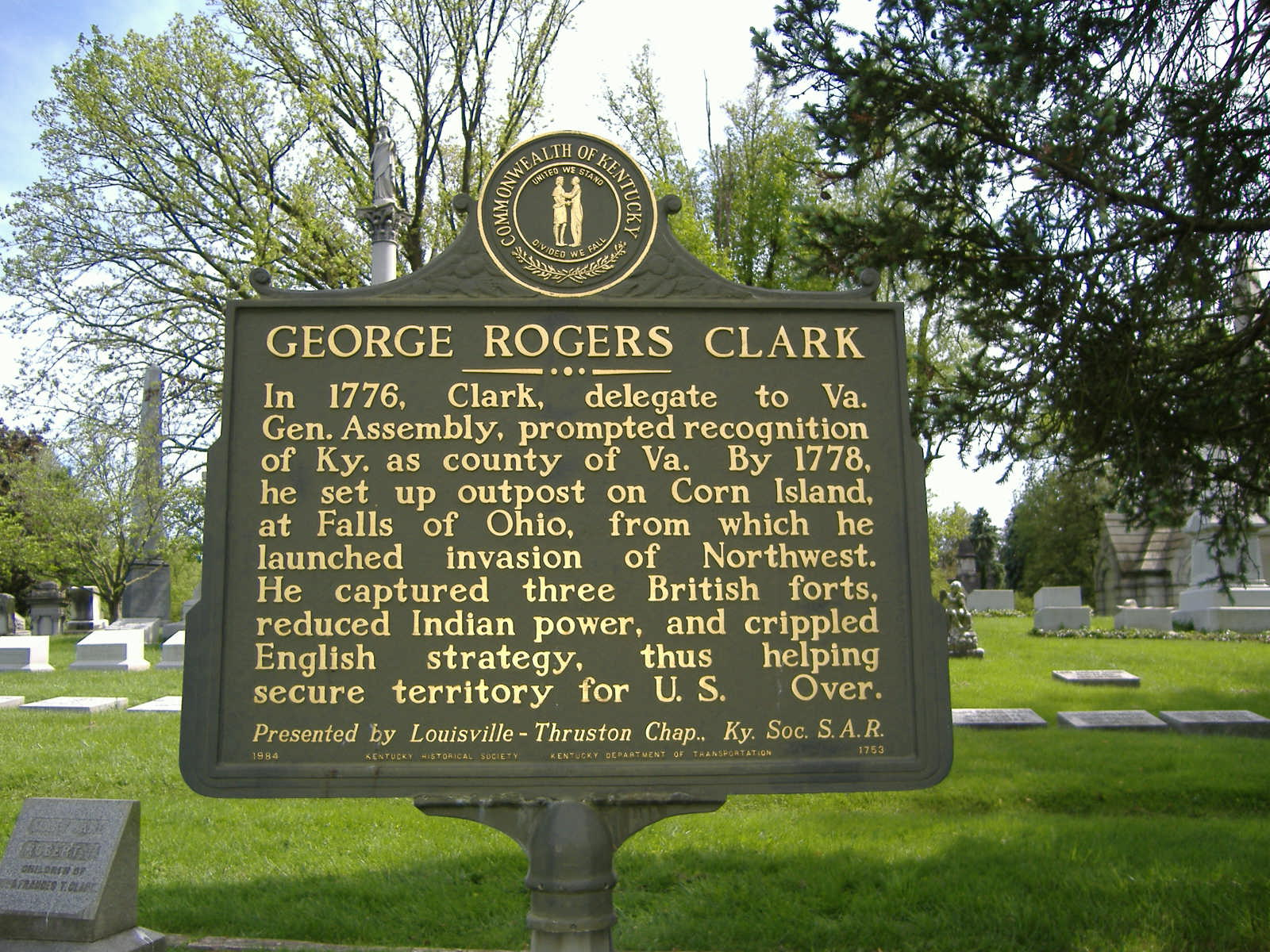
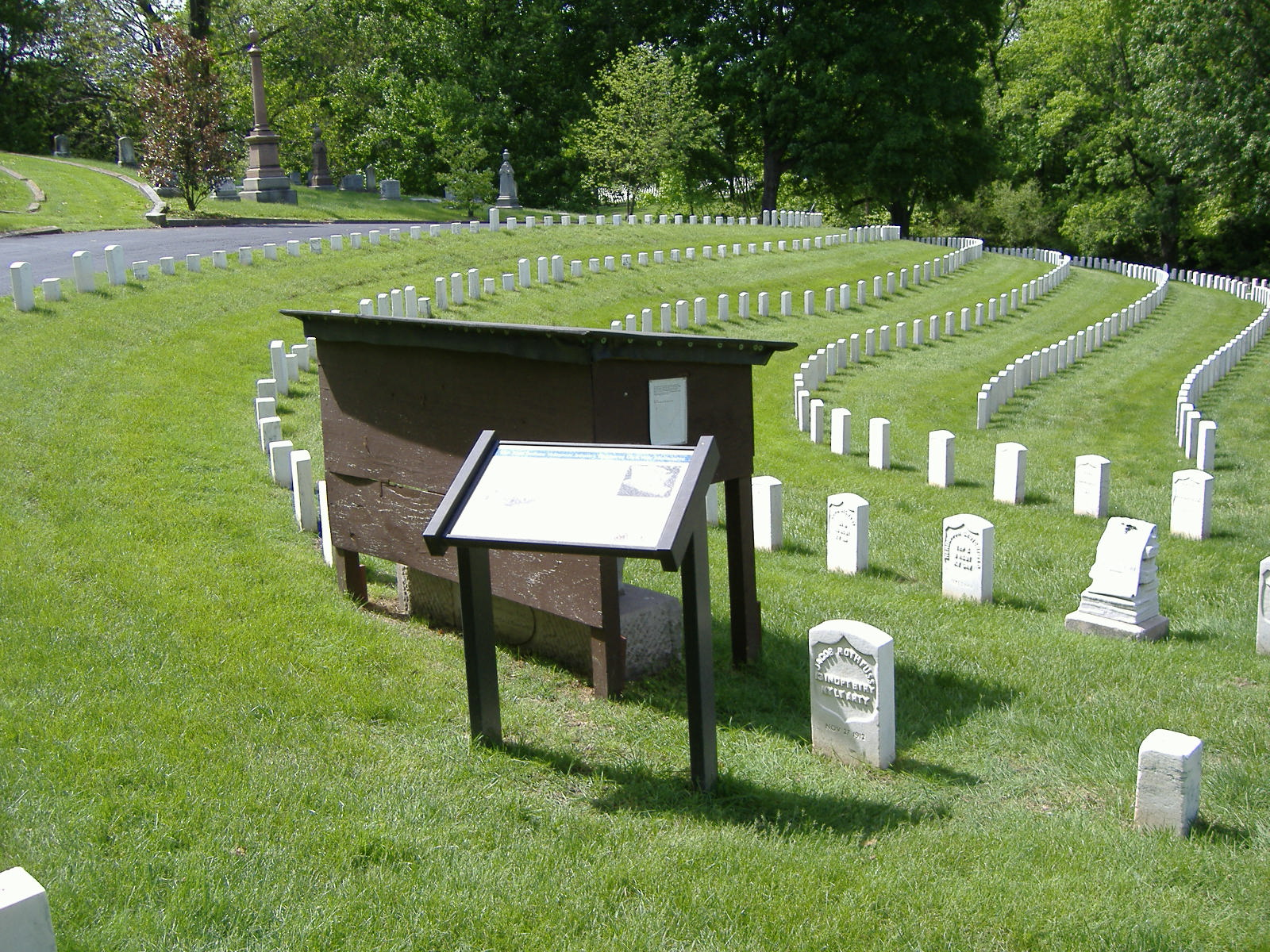